# آرامگاه بی‌بی مریم
مقبره بی بی مریم (تم سنیتی) مربوط به سدهٔ ۸ ه‍.ق است و در شهرستان قشم، روستای تم سنتی واقع شده و این اثر در تاریخ ۲۷ دی ۱۳۷۷ با شمارهٔ ثبت ۲۱۹۹ به‌عنوان یکی از آثار ملی ایران به ثبت رسیده است.